# Liga Mexicana de Béisbol 1934
La Temporada 1934 de la Liga Mexicana de Béisbol fue la décima edición. Para este año hubo una expansión de 6 a 7 equipos, solamente desaparecieron los Zapadores de México. Ingresan los equipos de Lomas de México y los Tuneros de San Luis. El calendario constaba de 23 juegos que se realizaban solamente los fines de semana, el equipo con el mejor porcentaje de ganados y perdidos se coronaba campeón de la liga. 
Monte de Piedad de México obtuvo el único campeonato de su historia al terminar en primer lugar con marca de 17 ganados y 6 perdidos, con 2 juegos y medio de ventaja sobre los Tuneros de San Luis y los Tigres de Comintra. El mánager campeón fue Ernesto Carmona.

## Equipos participantes
| Liga Mexicana de Béisbol 1934 |           |                                  |
| Equipo                        | Fundación | Ciudad                           |
| Delta de México               | 1929      | México, D. F.                    |
| Lomas de México               | 1934      | México, D. F.                    |
| Monte de Piedad de México     | 1933      | México, D. F.                    |
| Pachuca de Hidalgo            | 1926      | Pachuca, Hidalgo                 |
| Tigres de Comintra            | 1928      | México, D. F.                    |
| Tránsito de México            | 1933      | México, D. F.                    |
| Tuneros de San Luis           | 1926      | San Luis Potosí, San Luis Potosí |

## Posiciones
| Liga Mexicana de Béisbol | Liga Mexicana de Béisbol | Liga Mexicana de Béisbol | Liga Mexicana de Béisbol | Liga Mexicana de Béisbol |
| Equipo                   | JG                       | JP                       | PCT                      | JV                       |
| ------------------------ | ------------------------ | ------------------------ | ------------------------ | ------------------------ |
| Monte de Piedad          | 17                       | 6                        | .739                     | -                        |
| San Luis                 | 14                       | 8                        | .636                     | 2.5                      |
| Comintra                 | 14                       | 8                        | .636                     | 2.5                      |
| Lomas                    | 10                       | 11                       | .476                     | 6.0                      |
| Tránsito                 | 8                        | 14                       | .364                     | 8.5                      |
| Delta                    | 7                        | 14                       | .333                     | 9.0                      |
| Hidalgo                  | 5                        | 14                       | .263                     | 10.0                     |

| Campeón de la Liga |